# Paracaristius nudarcus
Paracaristius nudarcus is een straalvinnige vissensoort uit de familie van de caristiden (Caristiidae). De wetenschappelijke naam van de soort is voor het eerst geldig gepubliceerd in 2011 door Stevenson & Kenaley.